# Rafael Hettsheimeir
Rafael Hettsheimeir (ur. 16 czerwca 1986 w Araçatubie) – brazylijski koszykarz, reprezentant kraju, występujący na pozycji środkowego, obecnie zawodnik zespołu Franca.
W 2006 wystąpił w meczu wschodzących gwiazd – Nike Hoop Summit.

## Osiągnięcia
Stan na 12 stycznia 2020, na podstawie, o ile nie zaznaczono inaczej.
Drużynowe
- Mistrz[4]: 
  - Amerykańskiej Ligi FIBA (2015)
  - ligi południowoamerykańskiej (2014)
  - Hiszpanii (2013)
  - II ligi hiszpańskiej LEB ORO (2010 – awans do ACB)
  - Brazylii (2003)
- Wicemistrz:
  - Euroligi (2013)[4]
  - Brazylii (2015, 2016, 2019)
- Zdobywca pucharu Super 8 (2020)[5]

Indywidualne
- Zaliczony do I składu NBB (2015, 2016, 2018)
- MVP turnieju Koszykówka bez granic (2005)[4]
- Zawodnik tygodnia ACB (7 – 2011/12)
- Zwycięzca konkursu rzutów za 3 punkty ligi brazylijskiej (2018)

Reprezentacja
- Mistrz:
  - Ameryki (2005)
  - Igrzyskach Panamerykańskich (2015)
  - Pucharu Marchanda (2011)
- Wicemistrz Ameryki (2011)
- Brąz w Pucharze Tuto Marchanda (2013)
- Uczestnik:
  - mistrzostw świata (2014 – 6. miejsce)
  - mistrzostw Ameryki (2005, 2011, 2013 – 9. miejsce)